# کوئینتت برای پیانو و سازهای بادی (بتهوون)
کوئینتت برای پیانو و سازهای بادی در می بمل ماژور، اُپوس ۱۶)، یک کوئینتت (پنج‌نوازی) ساختهٔ لودویگ فان بتهوون است که آن را در سال ۱۷۹۶، برای پنج سازِ پیانو، ابوا، کلارینت، کُر (هورن) و فاگوت (باسون)، و در سه موومان تصنیف کرد.
گویا بتهوون در تصنیفِ این اثر از کوئینتت برای پیانو و سازهای بادی در می بمل ماژور، ک. ۴۵۲، ساختهٔ ولفگانگ آمادئوس موتسارت (۱۷۸۴) الهام گرفت.

## ساختار اثر
بتهوون این کوئینتت را در سه موومان ساخته‌است.
- گراو - آلگرو ما نُن تروپو
- آندانته کانتابیله
- روندو: آلگرو ما نُن تروپو

اجرای کاملِ این اثر حدود ۲۳ تا ۲۷ دقیقه به طول می‌انجامد.

## تنظیم‌ها
بتهوون، حدود یک سال بعد، از این اثر، تنظیمی در فرم چهارنوازی (کوارتت) برای پیانو همراه با سه‌نوازی زهی (ویولن، ویولا و ویولنسل) با همان شمارهٔ اُپوس و همان نشانه‌های سرعتِ اجرا منتشر کرد. از این تنظیم معمولاً با عنوانِ «اُپوس ۱۶ب» یاد می‌کنند.
انتشارات آرتاریا تنظیمی غیررسمی از کوئینتتِ اُپوس ۱۶ بتهوون در فرم «کوارتت» و با عنوان «اُپوس ۷۵» منتشر کرده‌است.